# San Pedro Chimay
San Pedro Chimay es una subcomisaría del municipio de Mérida en el estado de Yucatán localizado en el sureste de México, y perteneciente a la Zona Sujeta a Conservación Ecológica Reserva Cuxtal.

## Toponimia
El nombre (San Pedro Chimay) hace referencia a Simón Pedro y Chimay es el nombre en maya yucateco del tepame o Vachellia pennatula y es también un patronímico.

## Localización
San Pedro Chimay se encuentra se encuentra localizada a 16 kilómetros al sur del centro de la ciudad de Mérida y a 7 kilómetros al sur del anillo periférico de la misma.

## Infraestructura
Entre la infraestructura con la que cuenta:
- Una iglesia católica
- Un parque.
- Un kínder.
- Una escuela primaria.
- Una escuela secundaria
- Una casa comisarial.

## La hacienda
La hacienda se levanta sobre una elevación de terreno posiblemente algún basamento maya. La entrada a la casa principales de arquitectura ecléctica del S XIX, en contraste con el resto de edificación colonial, ya que la entrada norte fue modificada por el cambio del derrotero del Camino Real ya que la principal era originalmente la del costado sur de estilo morisco. Hay también una casa de máquinas, dos chimeneas (una de estilo mosco), terrazas, jardines, cenote y una cisterna.

## Hechos históricos
- La hacienda fue fundada posiblemente a fines del siglo XVI o principios del XVII como propiedad de una familia de apellido Lara.
- A mediados del siglo XIX fue propiedad de María Josefa de Jesús de Lara y Lara
- La emperatriz Carlota Amalia pernoctó aquí en 1865 durante su viaje por el Camino Real a Campeche.
- 1982 pas+o a ser propiedad de José Eduardo Seijo Gutiérrez.

## Importancia histórica
Tuvo su esplendor durante la época del auge henequenero y emitió fichas de hacienda las cuales por su diseño son de interés para los numismáticos. Dichas fichas acreditan la hacienda como propiedad de José María Castro en 1889.

## Demografía
Según el censo de 2005 realizado por el INEGI, la población de la localidad era de 1012 habitantes, de los cuales 516 eran hombres y 496 eran mujeres.
| 205                         | 465 | 349 | 272 | 216 | 275 | 365 | 430 | 614 | 726 | 862 | 930 | 1012 |
| (Fuente: INEGI [Consultar]) |     |     |     |     |     |     |     |     |     |     |     |      |

## Galería

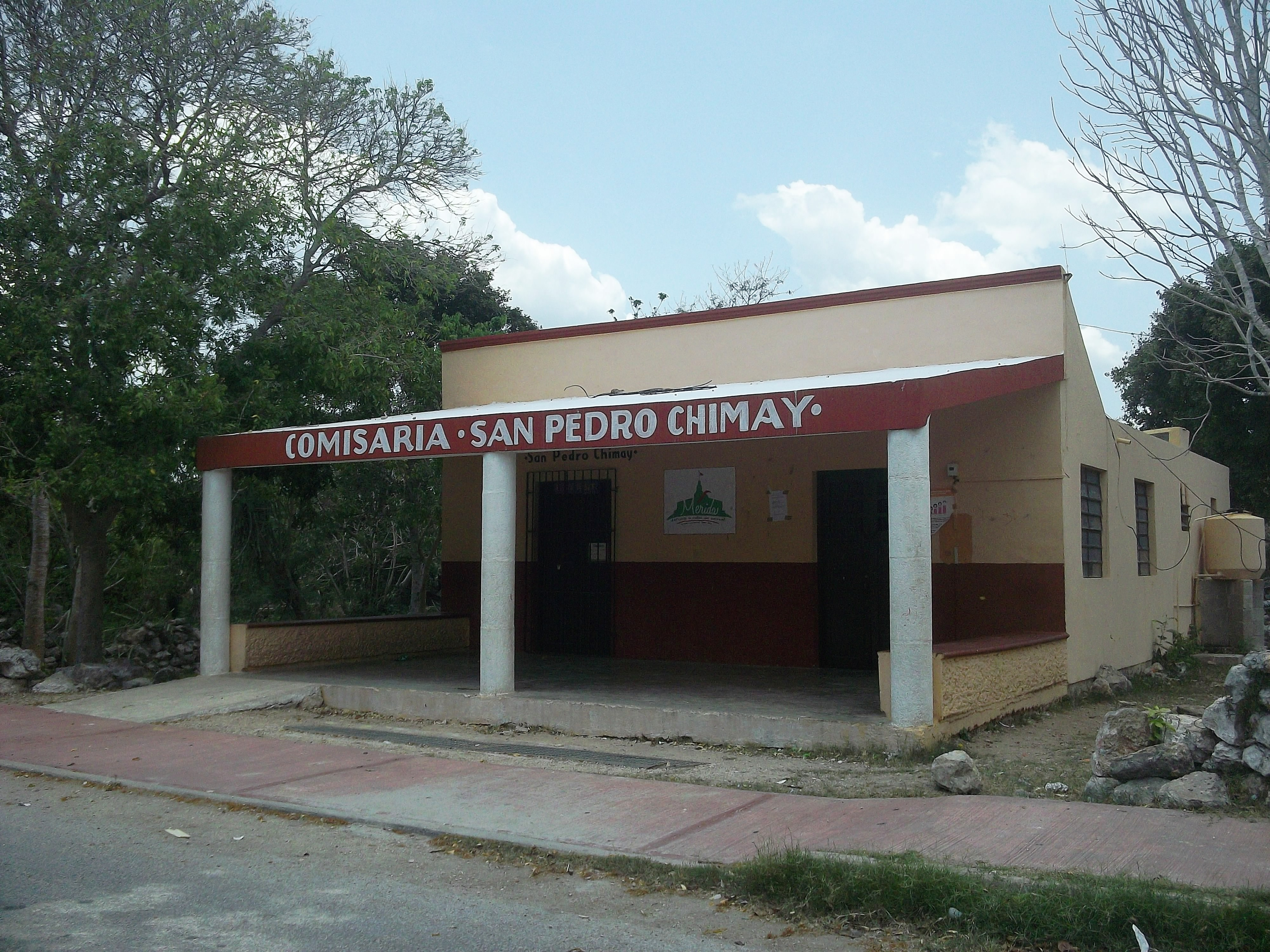
Casa comisarial de San Pedro Chimay.
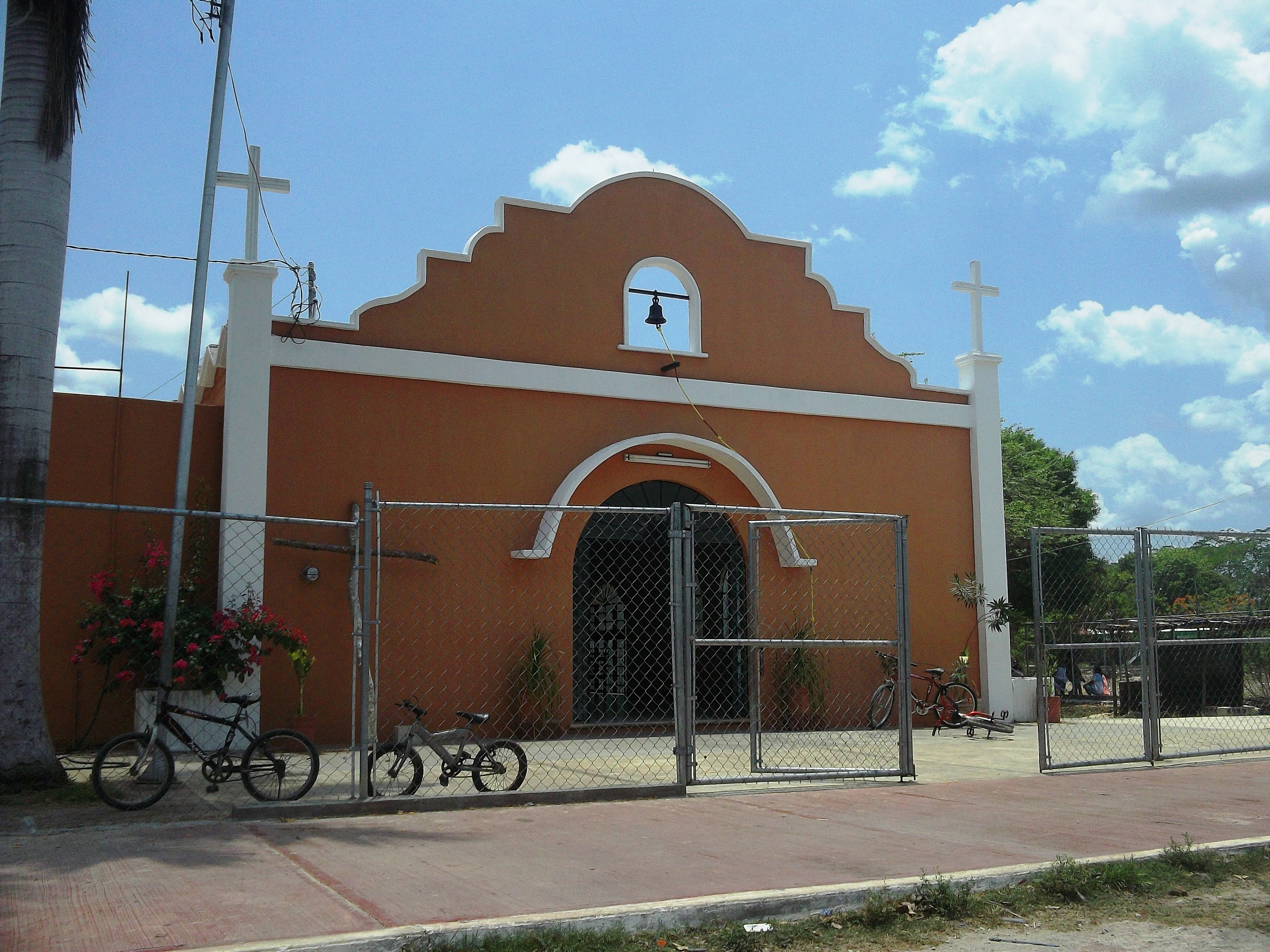
Iglesia principal  de San Pedro Chimay.
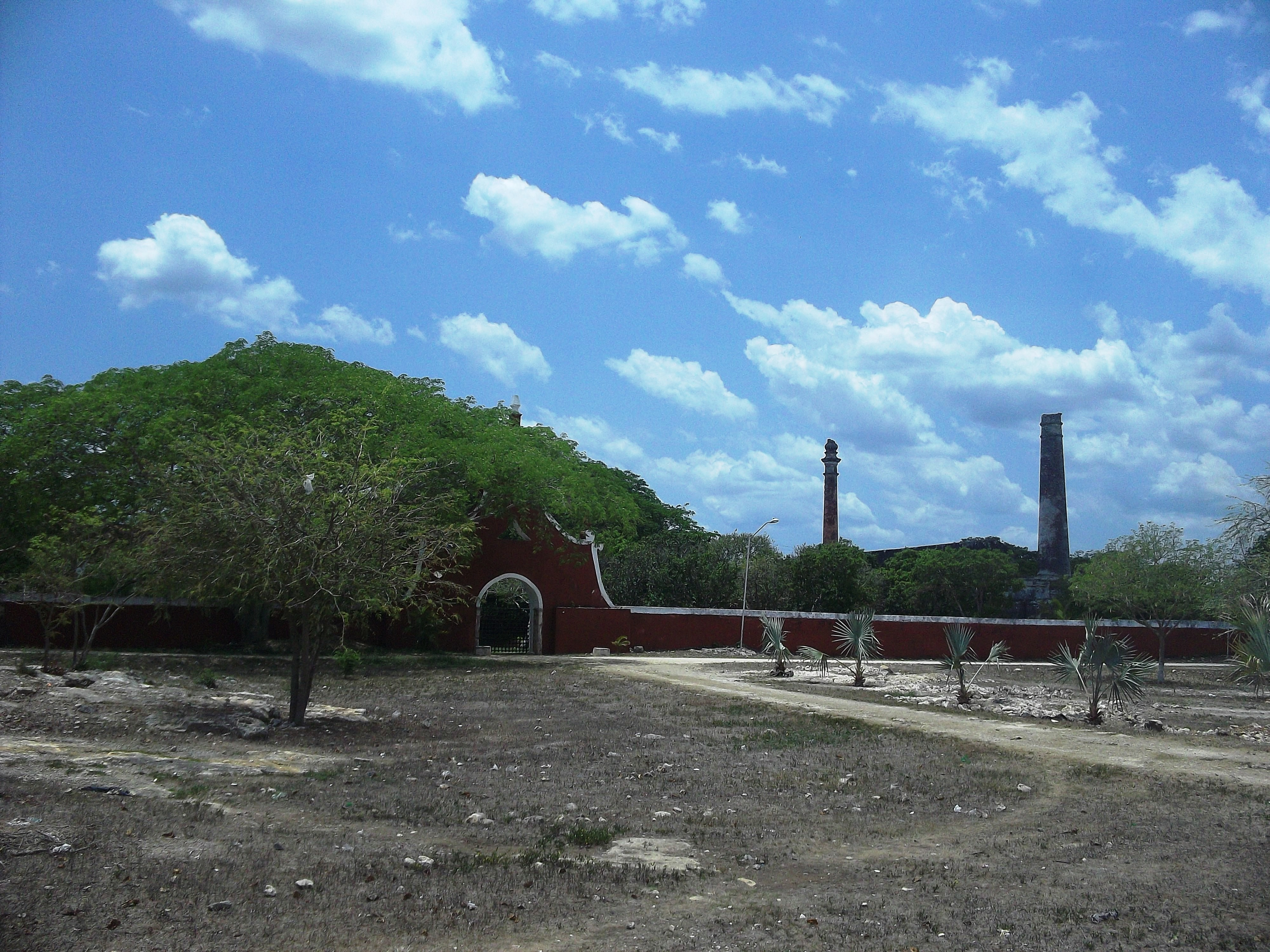
Vista de la hacienda San Pedro Chimay.
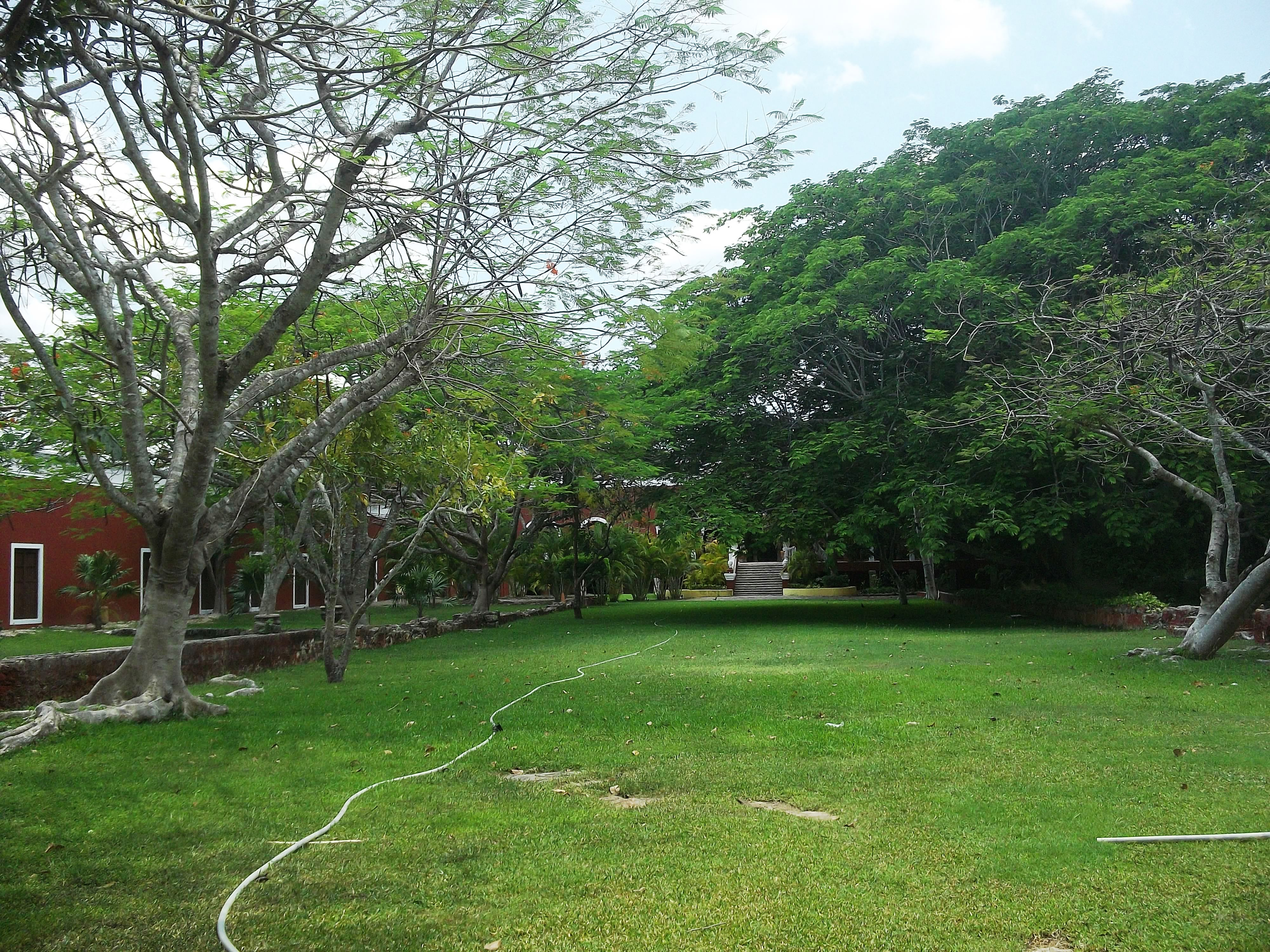
Vista de la hacienda San Pedro Chimay.
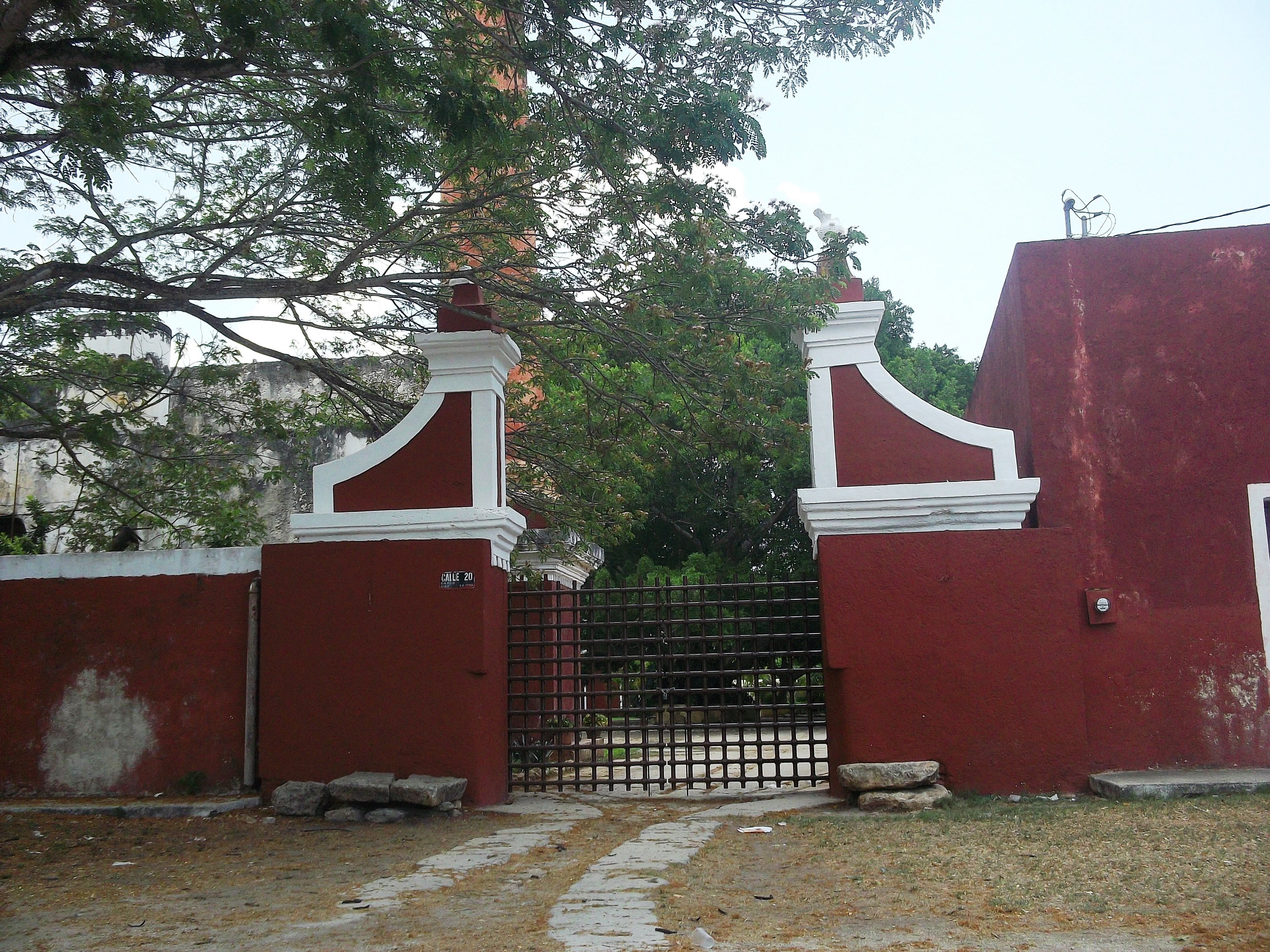
Entrada de la hacienda San Pedro Chimay.
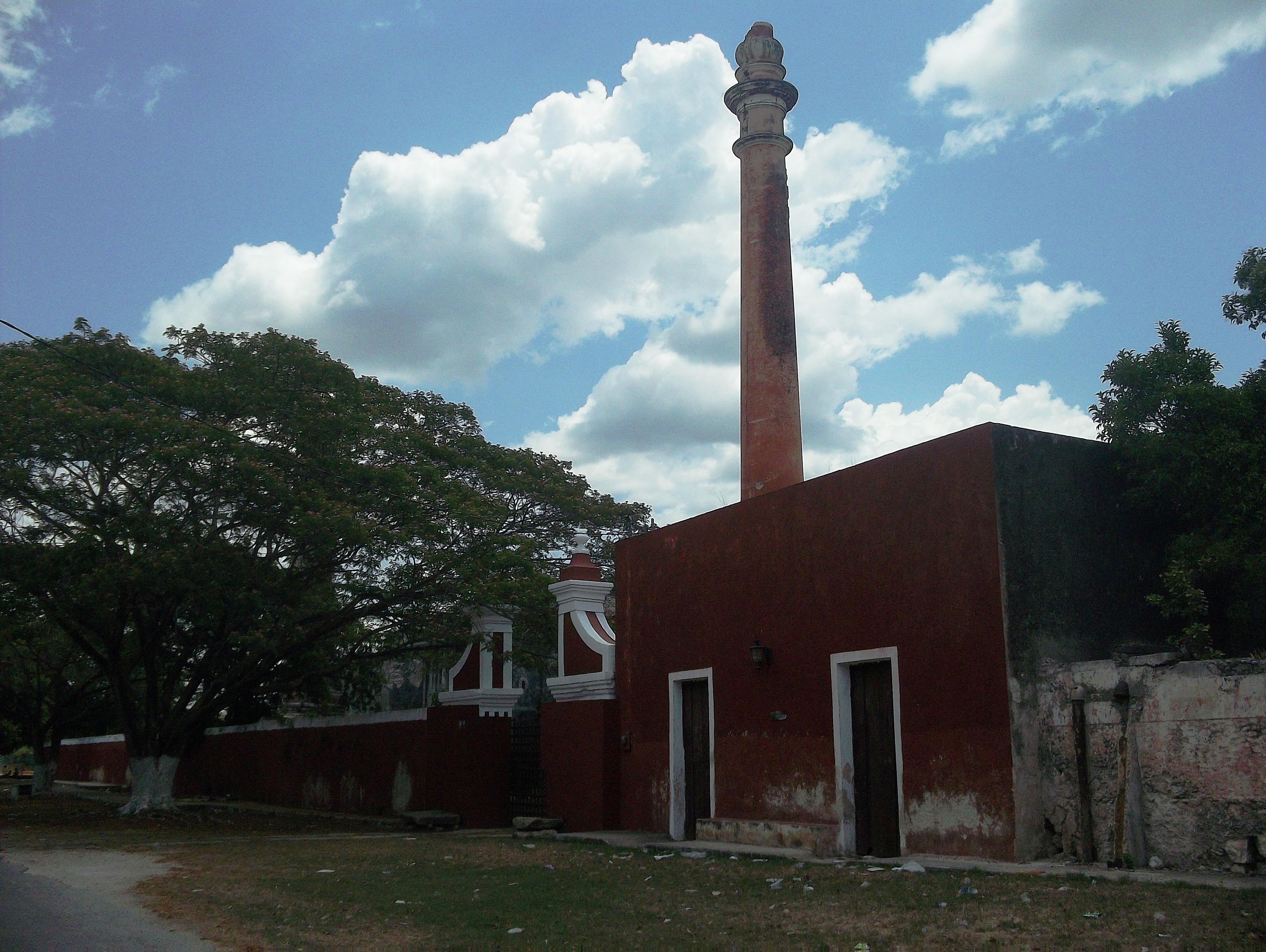
Vista de la hacienda San Pedro Chimay.
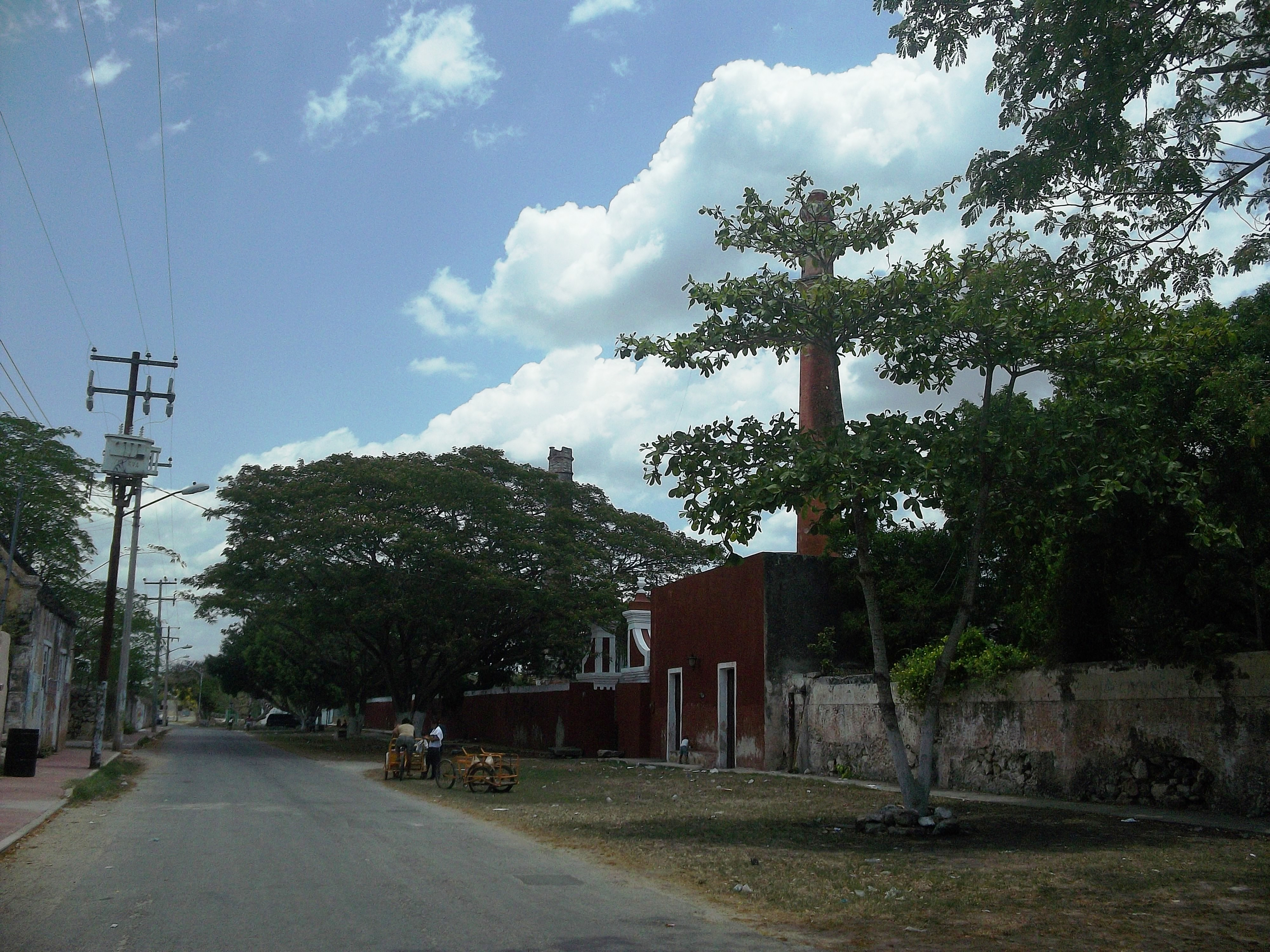
Vista de la hacienda San Pedro Chimay.
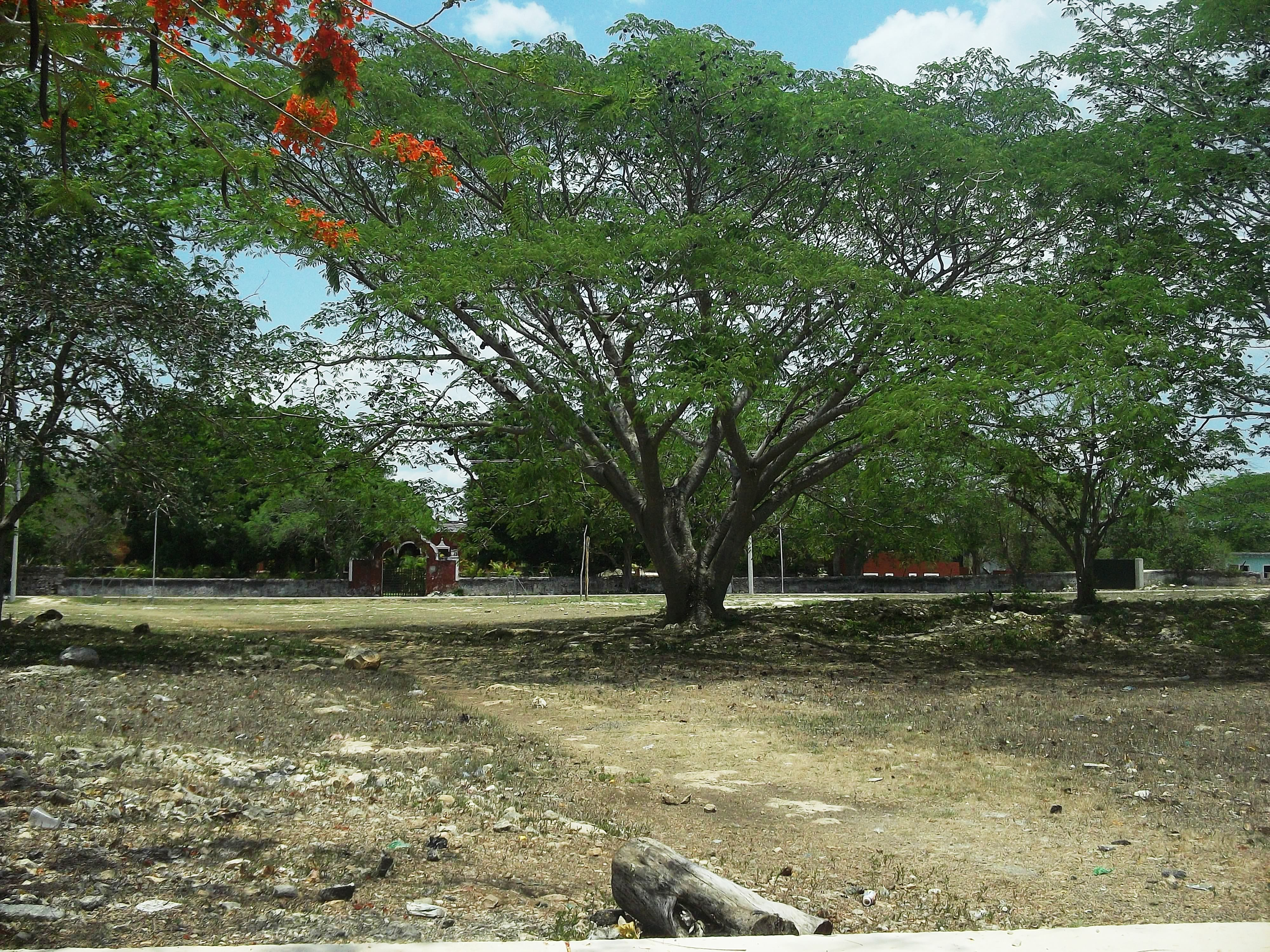
Vista de la hacienda San Pedro Chimay.
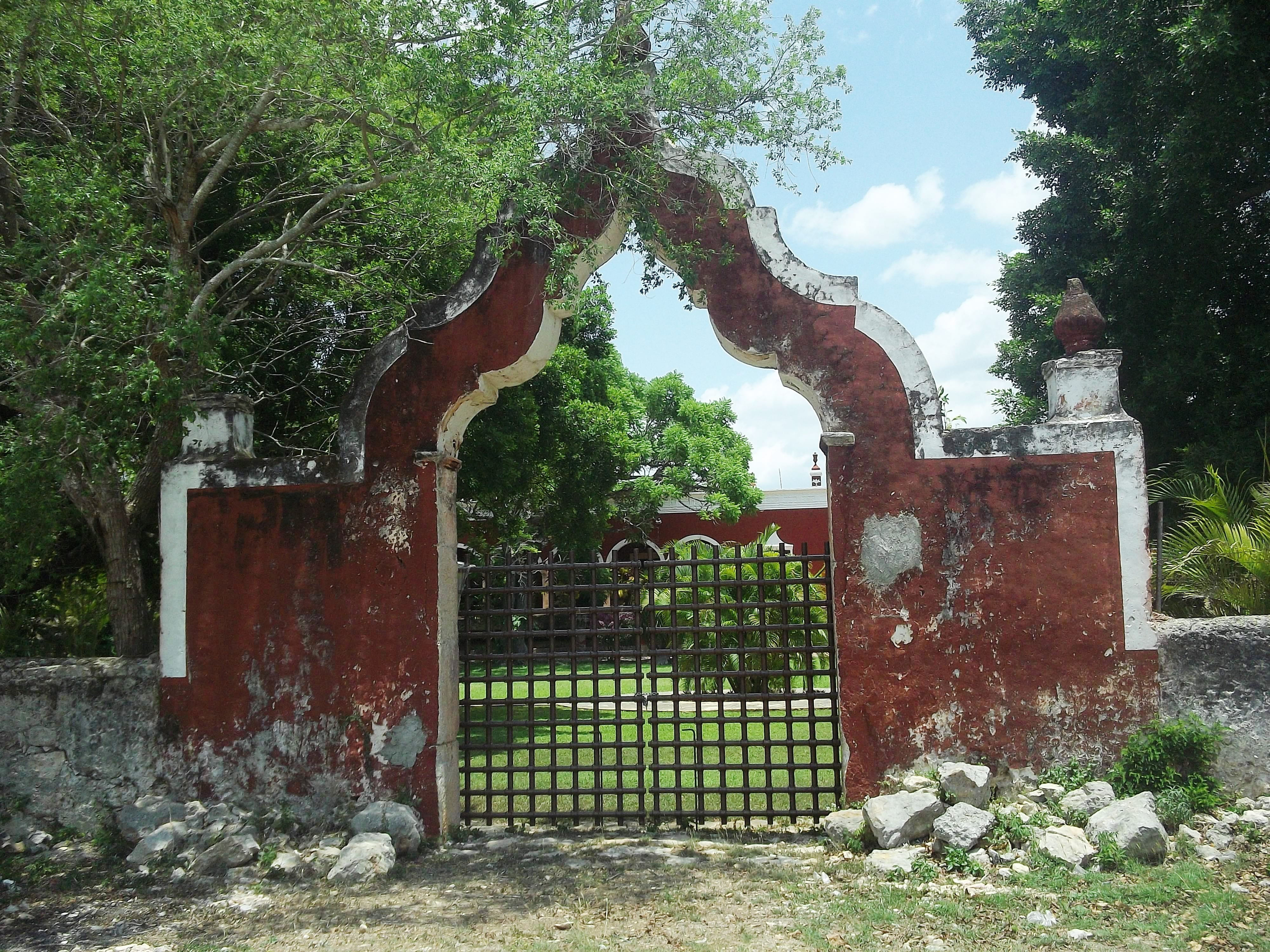
Entrada de la hacienda San Pedro Chimay.
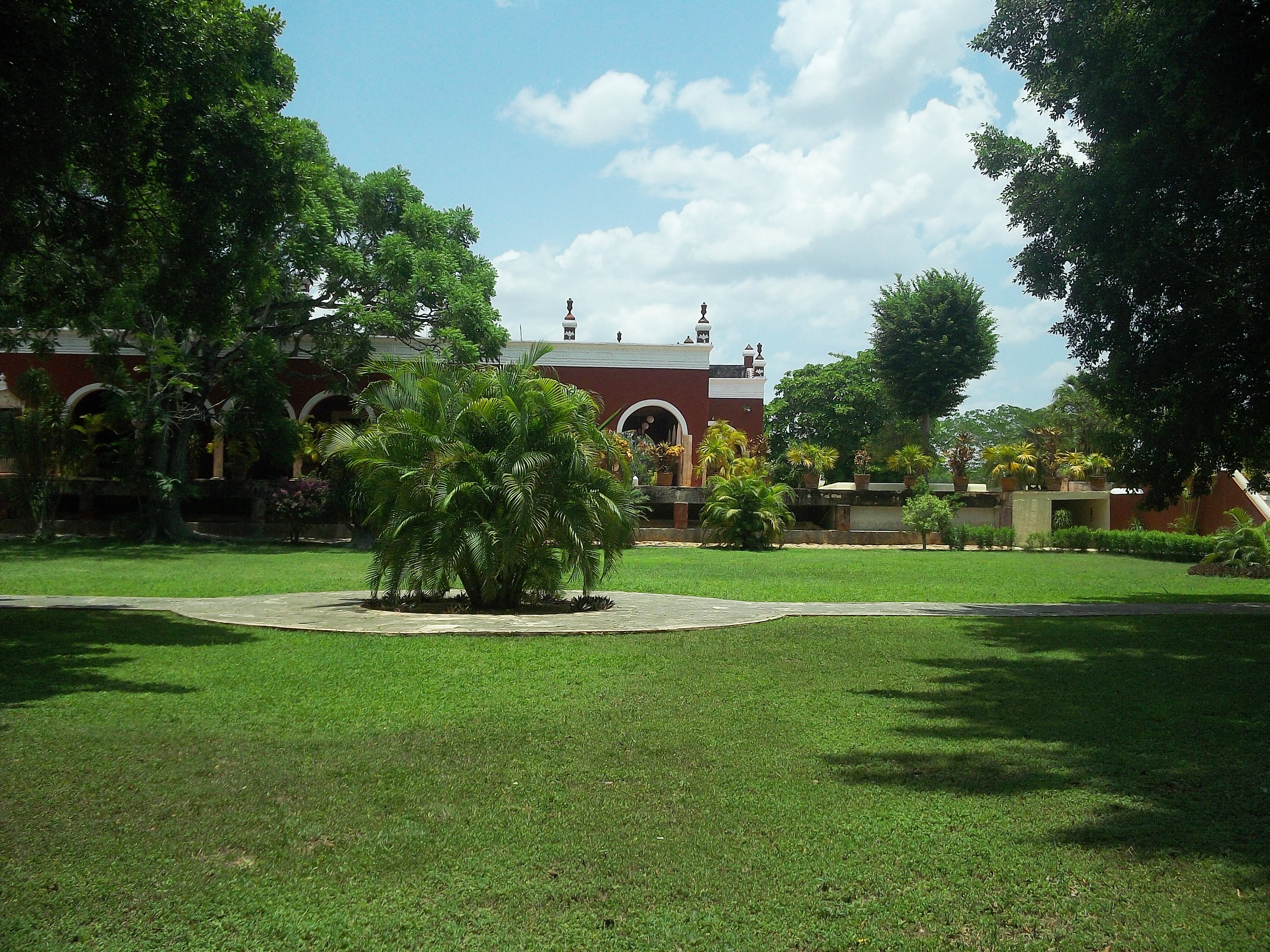
Vista de la hacienda San Pedro Chimay.
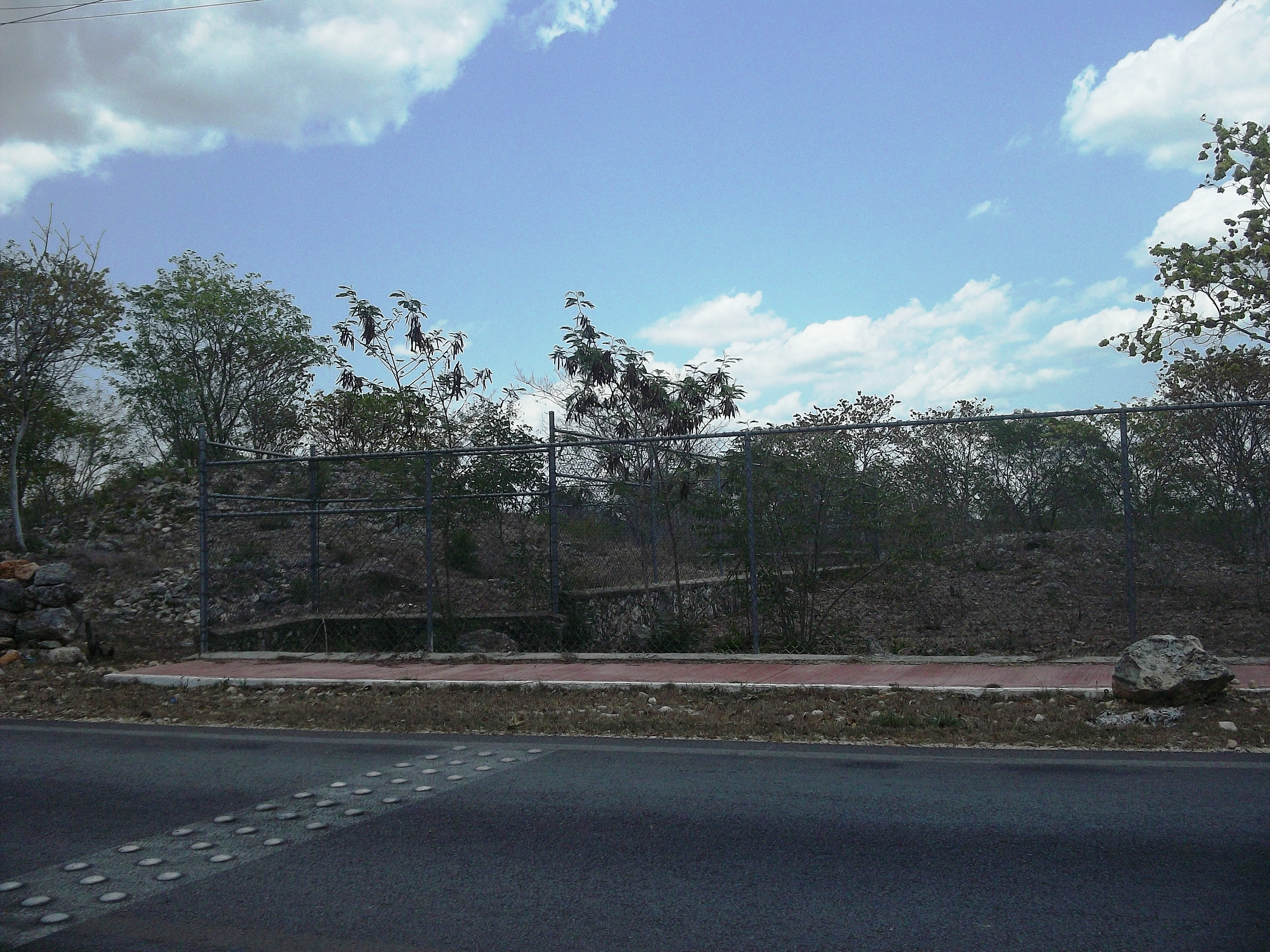
Vestigios arqueológicos de San Pedro Chimay.
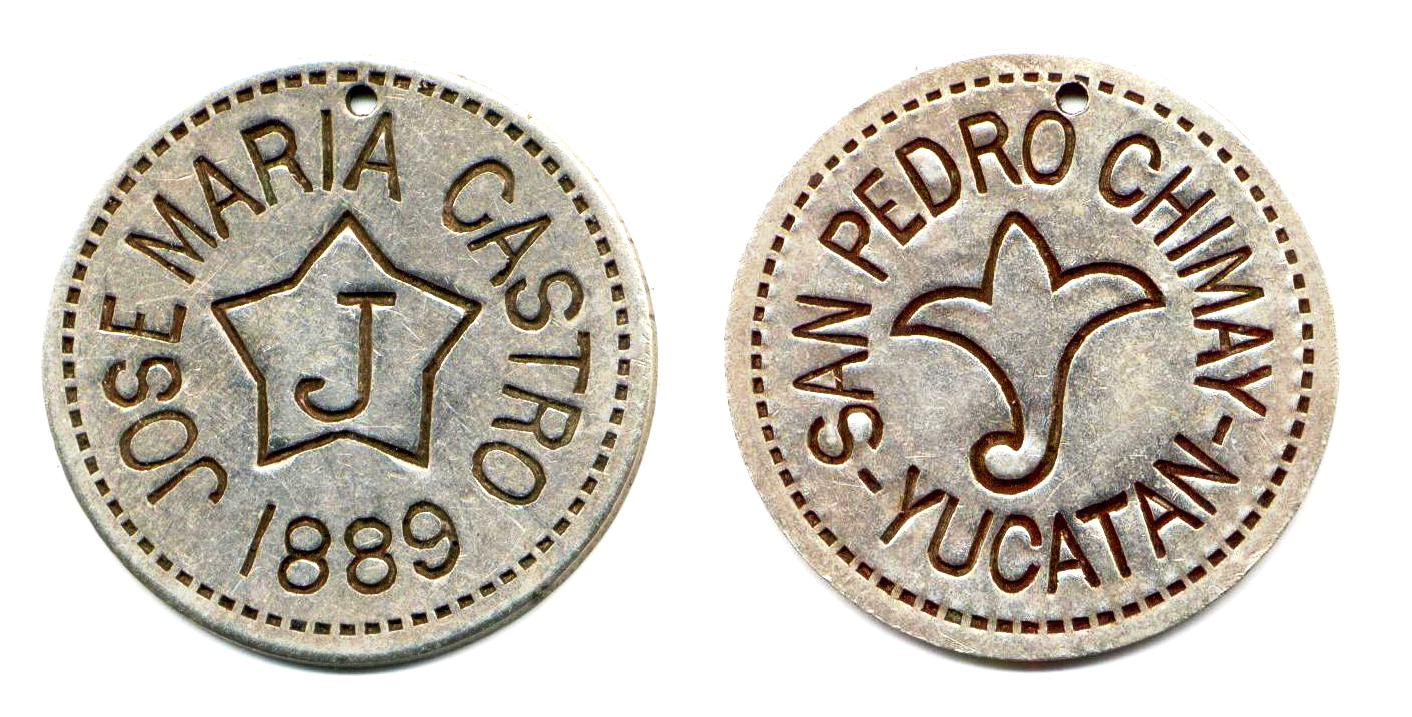
Ficha de hacienda.
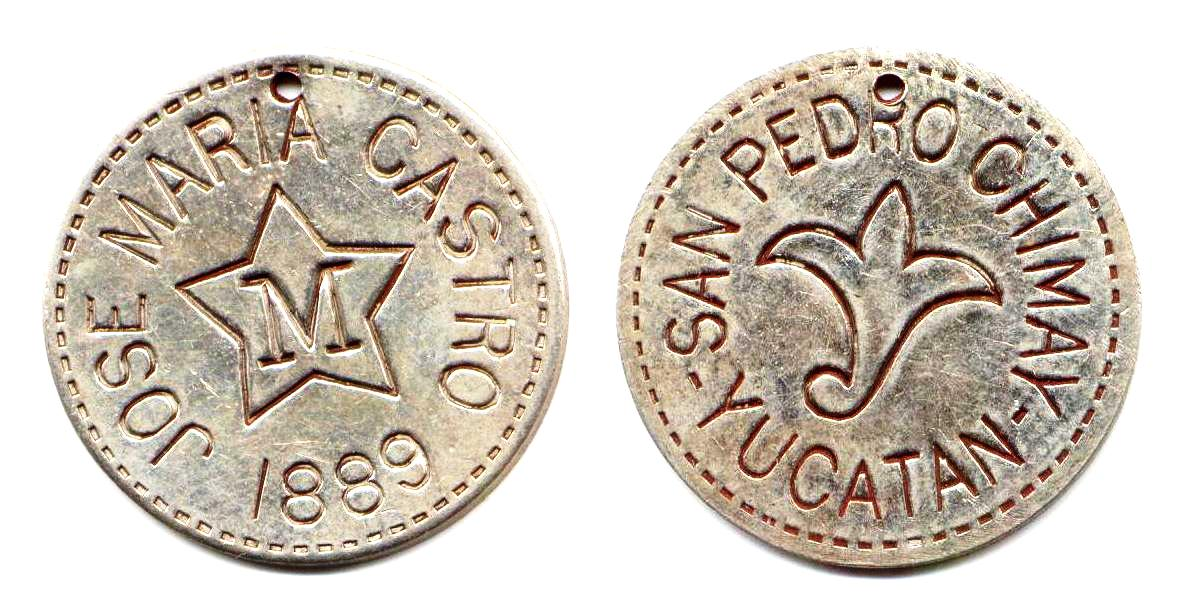
Ficha de hacienda.